# 斯特金鎮區 (明尼蘇達州聖路易斯縣)
斯特金鎮區（英語：Sturgeon Township）是位於美國明尼蘇達州聖路易斯縣的一個行政鎮區。

## 地方資料
斯特金鎮區的面積為95.58平方千米，皆為陸地。根據2020年美國人口普查的數據，當地共有人口144人，而人口密度為每平方千米1.51人。